# Hiệp hội Nhân chủng học Hoa Kỳ
Hiệp hội nhân chủng học Hoa Kỳ (tiếng Anh: American Anthropological Association, tên viết tắt: AAA), thành lập năm 1902, là tổ chức chuyên nghiệp lớn nhất thế giới của các nhà nhân chủng học.
Từ 175 thành viên ban đầu cho tới hiện nay, số lượng thành viên của AAA đã vượt quá 9.500. Các cuộc họp thường niên của AAA thu hút hơn 5.000 cá nhân tham dự, được tổ chức thành 300 buổi kéo dài trong vòng 5 ngày.